# Յ

Յとյ

筆記体

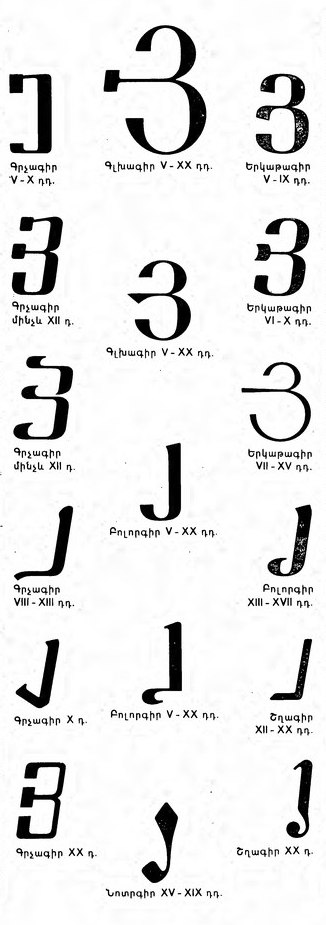
Յとյの様々な書体

Յ, յ（アルメニア語: հիまたはյի、発音はhiまたはyi）は、アルメニア文字の21番目の文字である。405年ごろにメスロプ・マシュトツによって作成されたと見られる。

## 使用
古典アルメニア語と東アルメニア語では硬口蓋接近音[j]を表す。西アルメニア語では大まかに3種類の発音があり、語中では同じく硬口蓋接近音[j]であるが、語頭では[j]のほかに無声声門摩擦音[h]と発音することもあり、語末では黙字の場合もある。ラテン文字化する時は「Y」と記す。記数法では300を表す。
ソ連時代および現行のアルメニア共和国の正書法での文字の整理により、語頭で[h]と発音する「Յ」は全て「Հ」へ書き換えられる（յարմար → հարմար、Յովհաննէս → Հովհաննես、Յակոբ → Հակոբなど）。語末にある黙字の「Յ」も削除される（պարագայ → պարագաなど）。また、古典アルメニア語にあった「ոյ」と二重母音の「եա」「եօ」「իւ」はこの正書法により、それぞれ「ույ」「յա」「յո」「յու」へ書き換えられる（քոյր → քույր、եօթ → յոթ、ազատութիւն → ազատություն、Սարգսեան → Սարգսյանなど）。

## 書体

## 符号位置
| 文字 | Unicode | JIS X 0213 | 文字参照        | 備考 |
| ---- | ------- | ---------- | --------------- | ---- |
| Յ    | U+0545  | -          | &#x545; &#1349; |      |
| յ    | U+0575  | -          | &#x575; &#1397; |      |